# 1904 no futebol
A seguir, são apresentados os eventos de futebol do ano 1904 em todo o mundo.

## Clubes fundados no ano
- 28 de fevereiro: Benfica ( Portugal).[1]
- 15 de agosto: Argentinos Juniors ( Argentina).[2]

## Campeões nacionais
- Bélgica - Union
- Escócia - Third Lanark
- Hungria - MTK
- Inglaterra - The Wednesday
- Irlanda - Linfield
- Itália - Genoa
- Suécia - Örgryte IS
- Suíça  - St. Gallen
- Uruguai - CURCC

## Campeões regionais (Brasil)
- São Paulo - São Paulo Athletic